# Ruán Magan

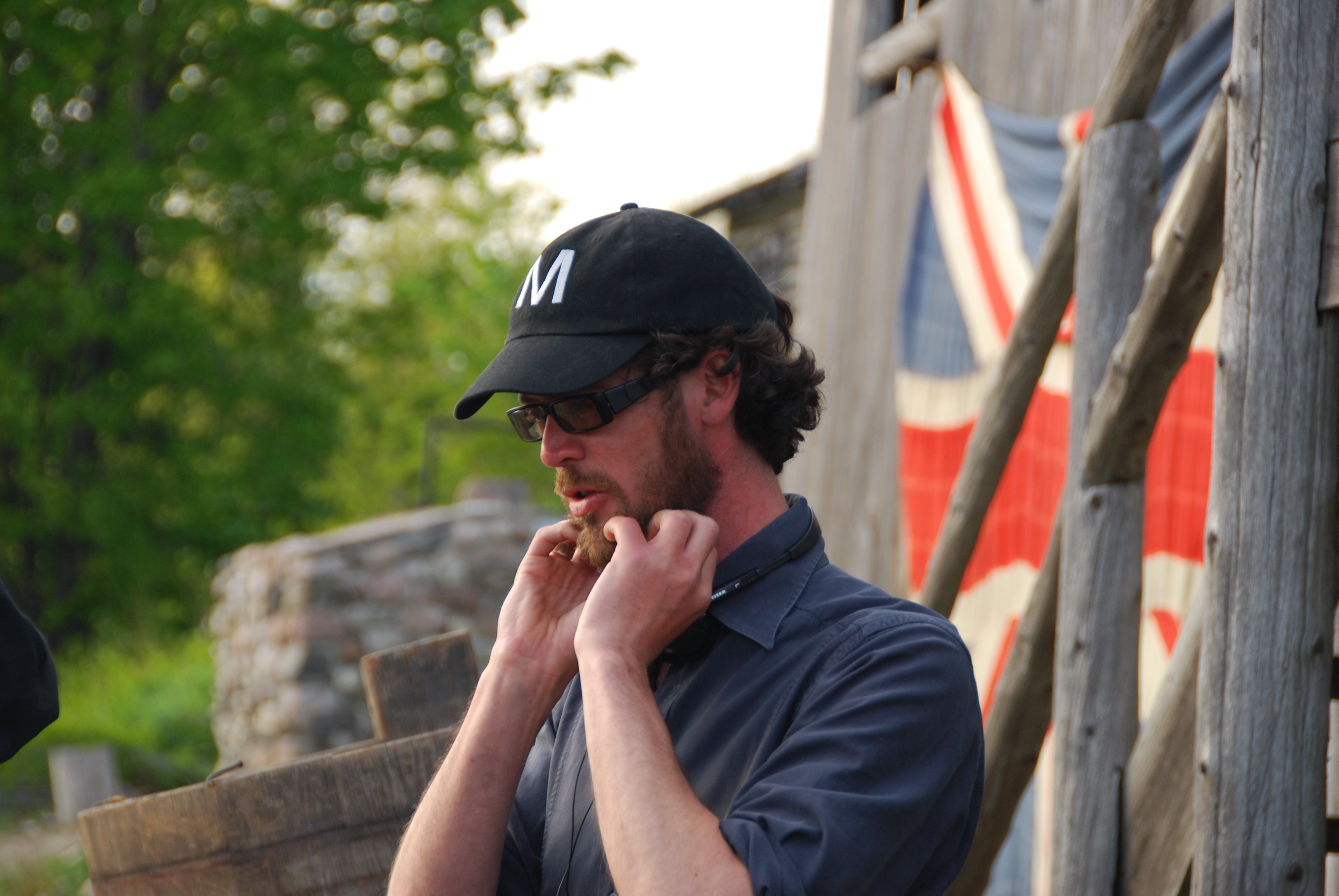
Ruan Magan (2008)

Ruán Magan (* 1968 in Dublin, Irland) ist ein britischer Filmregisseur und Drehbuchautor. 2001 war er auch in drei Folgen Produzent der britischen Fernsehserie Magic Grandad.

## Filmografie
| Als Regisseur - 2001: Magic Grandad (Fernsehserie, 3 Folgen) - 2004: Let’s Write a Story - 2004: Wipe Out (Fernsehfilm) - 2007: A Very British Sex Scandal (Fernsehfilm) - 2007: Das zweite Leben – Dr. Barnard und die erste Herztransplantation (To Be First) - 2008: The Unsinkable Titanic - 2009: The Queen (Fernsehserie, 2 Folgen) - 2011: The Passionate Eye (Fernsehserie, 1 Folge) - 2012: Der große Aufbruch – Die Pioniere Amerikas (The Men Who Built America, Miniserie, 3 Folgen) - 2013: Gold Fever (Miniserie, 4 Folgen) | Als Drehbuchautor - 2007: A Very British Sex Scandal (Fernsehfilm) - 2007: Das zweite Leben – Dr. Barnard und die erste Herztransplantation (To Be First) - 2008: Filth: The Mary Whitehouse Story (Fernsehfilm) - 2008: The Unsinkable Titanic - 2009: The Queen (Fernsehserie, 2 Folgen) - 2011: The Passionate Eye (Fernsehserie, 1 Folge) - 2012: Der große Aufbruch – Die Pioniere Amerikas (The Men Who Built America, Miniserie, 2 Folgen) |